# Erwin Kaspar
Erwin Kaspar (* um 1920; † 1941) war ein österreichischer Tischtennisspieler. Er spielte nach dem Anschluss von Österreich an Deutschland mehrfach erfolgreich bei deutschen Meisterschaften. Dabei wurde er zweimal deutscher Meister im Doppel. Mit dem Postsportverein Wien gewann er nach dem Anschluss Österreichs 1939 die deutsche Mannschaftsmeisterschaft. Im Zweiten Weltkrieg wurde er zum Wehrdienst eingezogen. Er fiel 1941.

## Sportliche Erfolge
- Teilnahme an Weltmeisterschaften
  - 1938 in London: 2. Platz mit Team Österreich

- Nationale deutsche Meisterschaften
  - 1938 in Breslau: 3. Platz Einzel
  - 1940 in Baden bei Wien: 1. Platz Doppel (mit Otto Eckl), 4. Platz Mixed (mit Otti Graszl)
  - 1941 in Dresden: 2. Platz Einzel, 1. Platz Doppel (mit Herbert Wunsch)

- Deutsche Mannschaftsmeisterschaften
  - 1939 in Hamburg: 1. Platz mit Postsportverein Wien

- Vereine
  - Währinger TTC
  - Badener AC (ab 1935)
  - Post SV Wien (ab 1937)
  - Fair Arkadia (Ende 1937, Anfang 1938)[4]

## Turnierergebnisse
| Verband | Veranstaltung     | Jahr | Ort     | Land | Einzel    | Doppel        | Mixed        | Team |
| ------- | ----------------- | ---- | ------- | ---- | --------- | ------------- | ------------ | ---- |
| AUT     | Weltmeisterschaft | 1938 | Wembley | ENG  | letzte 32 | Viertelfinale | keine Teiln. | 2    |
| AUT     | Weltmeisterschaft | 1937 | Baden   | AUT  | letzte 32 | letzte 16     | keine Teiln. |      |